# Ла стампа
«La Stampa» (італ. La Stampa) — одна з найвідоміших і найпопулярніших щоденних газет Італії. Свою сьогоднішню назву видання отримало у 1895 р. Його власник — FIAT Group. Штаб-квартира знаходиться в Турині. Тираж складає понад 300 000 примірників, що робить газету «La Stampa» четвертою в Італії за кількістю копій після Corriere della Sera, La Repubblica і Il Sole 24 ORE.

## Історія
Видання засноване в 1867 році італійським журналістом та письменником Вітторіо Берзеціо (Vittorio Bersezio). Спочатку газета виходила під назвою «Gazzetta Piemontese». У 1895 р. видання купив Альфредо Фраззаті (Alfredo Frassati). Саме він і започаткував нову назву для газети — «La Stampa».
Після приходу до влади Беніто Муссоліні, Фраззаті все ще залишався видавцем. Ла Стампа тепер вважалася ліберальною газетою і переконаним захисником демократії. Відмовившись від підтримки газетою фашистів, у 1924 р. Фраззаті був змушений піти у відставку (до того ж, газета критикувала вбивство соціаліста Гіякомо Маттеотті (Giacomo Matteotti). Упродовж декількох років видання використовувалося як рупор фашистської пропаганди.
Після Другої світової війни Ла Стампу тимчасово перейменували на La Nuova Stampa — якісне видання з довоєнними традиціями. На сторінках газети детально висвітлювалися італійські соціальні проблеми. Згодом газету купив Джованні Агнеллі (Giovanni Agnelli).

## «La Stampa» сьогодні
Ла Стампа видавалася в Турині у форматі плакату до листопаду 2006 р. До того ж, у 1999 р. газета запустила свій вебсайт. Ла Стампа також ініціювала проект, що отримав назву «Vatican Insider». Цей відділ вважається частиною щоденного видання, а серед його співробітників — відомі аналітики.
З 26 травня 2006 р. в рамках газети «Ла Стампа» тепер виходить і щомісячний журнал «Specchio+». До 7 квітня 2006 р. журнал був щотижневим додатком до основного видання.
Сьогодні газета характеризується ліберальним направленням. Видання має вечірній випуск — «Стампа Сера» («Stampa Sera»). Загалом Ла Стампа розрахована на жителів півночі Італії, зокрема регіону П'ємонт.
З 2009 р. й дотепер головним редактором газети «Ла Стампа» є Маріо Калабрезі. Із виданням співпрацює італійський новеліст Альберто Моравія (Alberto Moravia).
У вересні 2012 р. редакція газети переїхала до нової штаб-квартири в Турині, залишивши історичну будівлю редакції.
9 квітня 2013 р. в будівлі редакції було знайдено вибуховий пристрій. Вважається, що це справа рук анархістів. Вибухівку було успішно знешкоджено.

##### Редактори
- Джуліо Ансельмі (редактор)
- Массімо Граммелліні (віцередактор)
- Роберто Бельято (віцередактор)
- Умберто ла Рокка (віцередактор)
- Федеріко Хемерікка (віцередактор, Рим)

##### Журналісти
- Массімо Граммелліні
- Барбара Спінеллі
- Люсія Аннанзіета
- Гуїдо Черонетті
- Анна Міна Меззіні
- Мауріціо Молінарі
- Стефанія Міретті
- Роберто Беккантіні
- Фіамма Ніренштайн

##### Екс-журналісти
- Норберто Боббіо
- Джованні Арпіно
- Карло Фруттеро
- Франко Лучентіні
- Енцо Беттіца[3]
- Манер Луальді

## Наклад
| Рік     | Наклад        |
| ------- | ------------- |
| 1988 р  | 560 000 прим. |
| 1997 р  | 376 493 прим. |
| 2000 р. | 399 000 прим. |
| 2001 р. | 409 000 прим. |
| 2003 р. | 330 000 прим. |
| 2004 р. | 345 060 прим. |
| 2007 р. | 314 000 прим. |
| 2012 р. | 256 203 прим. |